# Jack P. Shepherd
Jack Peter Shepherd es un actor inglés, más conocido por interpretar a David Platt en la serie Coronation Street.

## Biografía
Tiene un hermano, Tom y una hermana, Amy Shepherd. 
A los 14 años comenzó a salir con Lauren Shippey. El 13 de febrero de 2009 tuvieron su primera hija juntos, Nyla Shepherd.
En el 2010 Jack se disculpó con Lauren por haberse acostado con Sammy Milewski, quien quedó embarazada y en enero del 2011 dio a luz a Greyson Milewsky, sin embargo Jack no aceptó al niño. Poco después en abril del mismo año Jack anunció que le había pedido matrimonio a Lauren y que ella había aceptado.
En mayo del 2013 Jack y Lauren anunciaron que estaban esperando a su segundo bebé juntos, en diciembre del 2013 la pareja le dio la bienvenida a su segundo hijo Reuben Shepherd. En octubre del 2017 se anunció que la pareja se había separado.
En noviembre del 2017 se anunció que estaba saliendo con la actriz Hanni Treweek.

## Carrera
En teatro interpretó a Riff en la obra West Side Story, también apareció en la obra Oliver!.
En el 2000 se unió al elenco de la exitosa serie británica Coronation Street donde interpreta a David Platt, hasta ahora. Anteriormente el papel de David era interpretado por el actor Thomas Ormson.

## Filmografía

### Series de televisión
| Año           | Título             | Personaje        | Notas                         |
| ------------- | ------------------ | ---------------- | ----------------------------- |
| 2000-presente | Coronation Street  | David Platt      | 1.917 episodios               |
| 2010          | Clocking Off       | Charlie Kolawski | Episodio "Yvonne's Story"     |
| 1999          | Where The Heart Is | Carl Smith       | Episodio "Learning the Bells" |

### Películas
| Año  | Título                                              | Personaje    | Notas                  |
| ---- | --------------------------------------------------- | ------------ | ---------------------- |
| 2000 | This Is Personal: The Hunt for the Yorkshire Ripper | -            | Junto a Alun Armstrong |
| 1999 | Put Out More Fags                                   | Spencer Bone | Junto a Siobhan Hayes  |

## Premios y nominaciones
| Año  | Categoría                      | Premio                    | Serie             | Resultado |
| ---- | ------------------------------ | ------------------------- | ----------------- | --------- |
| 2019 | Best Actor                     | British Soap Award        | Coronation Street | Nominado  |
| 2018 | Best Actor                     | British Soap Award        | Coronation Street | Ganó      |
| 2017 | Best Actor                     | British Soap Award        | Coronation Street | Nominado  |
| 2016 | Best Actor                     | Inside Soap Award         | Coronation Street | Nominado  |
| 2016 | Best Actor                     | British Soap Award        | Coronation Street | Nominado  |
| 2016 | Best Male Dramatic Performance | British Soap Award        | Coronation Street | Nominado  |
| 2016 | Serial Drama Performance       | National Television Award | Coronation Street | Nominado  |
| 2013 | Best Actor                     | Inside Soap Award         | Coronation Street | Nominado  |
| 2013 | Best Bad Boy                   | Inside Soap Award         | Coronation Street | Nominado  |
| 2008 | Villain of the Year            | British Soap Award        | Coronation Street | Ganador   |
| 2008 | Best Actor                     | British Soap Award        | Coronation Street | Nominado  |
| 2008 | Best Dramatic Performance      | British Soap Award        | Coronation Street | Nominado  |
| 2007 | Best Bad Boy                   | Inside Soap Award         | Coronation Street | Ganador   |